# Appenai-sous-Bellême
Appenai-sous-Bellême és un municipi francès situat al departament de l'Orne i a la regió de Normandia. L'any 2007 tenia 234 habitants.

## Demografia

### Població
El 2007 la població de fet d'Appenai-sous-Bellême era de 234 persones. Hi havia 80 famílies de les quals 16 eren unipersonals (8 homes vivint sols i 8 dones vivint soles), 24 parelles sense fills, 32 parelles amb fills i 8 famílies monoparentals amb fills.
La població ha evolucionat segons el següent gràfic:
Habitants censats

### Habitatges
El 2007 hi havia 131 habitatges, 91 eren l'habitatge principal de la família, 32 eren segones residències i 8 estaven desocupats. Tots els 131 habitatges eren cases. Dels 91 habitatges principals, 80 estaven ocupats pels seus propietaris i 11 estaven llogats i ocupats pels llogaters; 5 tenien dues cambres, 19 en tenien tres, 20 en tenien quatre i 47 en tenien cinc o més. 65 habitatges disposaven pel capbaix d'una plaça de pàrquing. A 36 habitatges hi havia un automòbil i a 50 n'hi havia dos o més.

### Piràmide de població
La piràmide de població per edats i sexe el 2009 era:
| Homes | Edats   | Dones |
| ----- | ------- | ----- |
| 0     | 95 o +  | 0     |
| 0     | 90 a 94 | 0     |
| 0     | 85 a 89 | 0     |
| 0     | 80 a 84 | 0     |
| 0     | 75 a 79 | 0     |
| 8     | 70 a 74 | 8     |
| 12    | 65 a 69 | 8     |
| 4     | 60 a 64 | 16    |
| 20    | 55 a 59 | 8     |
| 8     | 50 a 54 | 0     |
| 24    | 45 a 49 | 4     |
| 8     | 40 a 44 | 4     |
| 4     | 35 a 39 | 8     |
| 4     | 30 a 34 | 8     |
| 0     | 25 a 29 | 0     |
| 4     | 20 a 24 | 0     |
| 8     | 15 a 19 | 4     |
| 4     | 10 a 14 | 8     |
| 4     | 5 a 9   | 4     |
| 0     | 0 a 4   | 4     |

## Economia
El 2007 la població en edat de treballar era de 140 persones, 114 eren actives i 26 eren inactives. De les 114 persones actives 107 estaven ocupades (58 homes i 49 dones) i 7 estaven aturades (2 homes i 5 dones). De les 26 persones inactives 11 estaven jubilades, 7 estaven estudiant i 8 estaven classificades com a «altres inactius».

### Ingressos
El 2009 a Appenai-sous-Bellême hi havia 92 unitats fiscals que integraven 242 persones, la mediana anual d'ingressos fiscals per persona era de 19.594 €.

### Activitats econòmiques
Dels 4 establiments que hi havia el 2007, 1 era d'una empresa extractiva, 2 d'empreses de construcció i 1 d'una empresa de comerç i reparació d'automòbils.
Dels 2 establiments de servei als particulars que hi havia el 2009, 1 era un paleta i 1 lampisteria.
L'any 2000 a Appenai-sous-Bellême hi havia 15 explotacions agrícoles que ocupaven un total de 483 hectàrees.

## Poblacions més properes
El següent diagrama mostra les poblacions més properes.